# Anta (tỉnh)
Tỉnh Anta (tiếng Tây Ban Nha: Provincia de Anta) là một tỉnh thuộc vùng Cusco của Peru. Tỉnh Anta có diện tích 1876 km², dân số thời điểm theo điều tra dân số ngày 11 tháng 7 năm 1993 là 56424 người. Tỉnh lỵ đóng ở Anta.